# Lukáš Ticháček
Lukáš Ticháček (* 12. Januar 1982 in Přerov, Tschechoslowakei) ist ein tschechischer Volleyballspieler.

## Karriere
Lukáš Ticháček spielte bis 2006 in seiner tschechischen Heimat bei VK Dukla Liberec. Hier gewann er 2001 das „Double“ aus Meisterschaft und Pokal und wurde 2003 erneut tschechischer Meister. 2005 belegte er mit Liberec den dritten Platz im europäischen Top Teams Cup. 2006 wechselte der Zuspieler in die deutsche Bundesliga zum VfB Friedrichshafen. Hier wurde er fünfmal in Folge Deutscher Meister und gewann zweimal den DVV-Pokal. Außerdem gewann er 2007 die Champions League. In seinen fünf Bundesligajahren wurde Lukáš Ticháček regelmäßig in den Ranglisten des deutschen Volleyballs auf Spitzenpositionen gewählt, davon viermal in Folge auf Platz eins bei den Zuspielern. 2011 wechselte Lukáš Ticháček zum polnischen Verein Asseco Resovia Rzeszów, mit dem er gleich in seiner ersten Saison Polnischer Meister wurde und den zweiten Platz im CEV-Pokal errang.
Lukáš Ticháček kam vielfach in der Tschechischen Nationalmannschaft zum Einsatz, wobei er 2003 den vierten Platz in der Weltliga erreichte.